# Red Trinity
Red Trinity (alias Kapitalist Kouriers) è un super gruppo russo della DC Comics introdotto in Flash vol. 2 n. 6 (novembre 1987), e fu creato da Mike Baron e Jackson Guice.

## Storia
Il dottor Pytor Orloff è un prominente scienziato russo al Pulensky Institute in Siberia. Orloff riuscì a inserire la super velocità all'interno di alcuni soggetti da laboratorio utilizzando steroidi e impianti cibernetici, in congiunzione ad una terapia genica. Orloff decise di creare i Red Trinity dopo aver superato gli avversi effetti collaterali che afflissero il suo team prototipo, i Blue Trinity.
Mentre i membri dei Blue Trinity erano estremamente potenti, erano anche emozionalmente instabili, mentalmente in ritardo, e inclini alla violenza. I Red Trinity sono attualmente noti solo come Anatole, Bebeck e Cassiopeia, e questo trio divenne operativo super potenziato all'interno dell'armata militare russa.
I Red Trinity entrarono in conflitto con i Blue Trinity dopo aver aiutato Wally West (Flash) a far uscire clandestinamente il dottor Orloff dalla Russia, in quanto la sua esperienza era necessaria per salvare la vita del dottor Jerry McGee (Speed Demon) in America. Flash e i Red Trinity sconfissero i Blue Trinity sul confine Finlandese. Come risultato del viaggio, i Red Trinity decisero di fare degli Stati Uniti la propria casa. Misero su un servizio di posta intercontinentale super potente chiamato "Kapitalist Kurier Service, Inc.".
Successivamente, a Lady Flash (Christina Alexandrova dei Blue Trinity) e i Red Trinity fu chiesto di catturare un terrorista sovietico di nome Proletariat che si opponeva alla glasnost. Insieme riuscirono ad evitare che Proletariat facesse detonare una bomba nascosta.
Durante il crossover la Guerra degli Dei, ci vollero gli sforzi combinati di Flash, Lady Flash, dei Kapitalist Kouriers e di Chunk per mettere fine alla battaglia tra il dio romano Mercurio e il dio greco Ermes, che erano bloccati in una competizione per decidere chi fosse il più veloce. Una competizione che mise l'intera Keystone City in pericolo.
Il grosso e forte Cassiopeia morì a causa dell'assorbimento della velocità, da parte di Savitar, da tutti gli esseri super veloci in Flash n. 108 mentre Cassiopeia correva su per la facciata di un edificio; quindi, strappata la sua velocità, cadde verso la morte.

## Membri
- Anatole - Un giovane uomo dalla testa calda, di media statura e stazza. Voleva essere diverso.
- Bebeck - Una donna, e capo dei Kapitalist Kouriers. Anche lei voleva esser diversa.
- Cassiopeia - Un uomo enorme, inizialmente indeciso, si unì agli altri due. Deceduto.